# Blair Turgott
Blair Sebastian Turgott (Bromley, 22 maggio 1994) è un calciatore giamaicano con cittadinanza britannica, attaccante o centrocampista dell'Halmstad.

## Carriera

### Club
Si è unito al West Ham United all'età di 8 anni, compiendo poi la trafila delle giovanili.
Diciottenne, nel novembre del 2012 ha iniziato una serie di prestiti di breve durata che lo hanno portato a collezionare sporadiche presenze prima per circa tre mesi e mezzo in League Two al Bradford City, poi due prestiti mensili nella League One 2013-2014 rispettivamente al Colchester United e al Rotherham United, e infine nuovamente in League Two ma al Dagenham & Redbridge dal 27 marzo 2014 fino alla fine del campionato. In mezzo a queste parentesi, il 5 gennaio 2014 ha avuto modo di scendere in campo nell'unica partita ufficiale da lui disputata con la maglia del West Ham, subentrando nella sfida di FA Cup persa per 5-0 contro il Nottingham Forest.
Rilasciato dal West Ham all'inizio del 2015, Turgott è stato ingaggiato dal Coventry City nel febbraio del 2015 con un contratto fino al termine della stagione. Con la squadra azzurra, in tre presenze in League One ha realizzato una rete, la quale ha deciso la trasferta sul campo del Peterborough United.
Il 19 giugno 2015 è stato ufficializzata la sua firma di un accordo annuale con il Leyton Orient, altra squadra di League Two. A fine campionato, la società non ha rinnovato il suo contratto in scadenza.
Nell'agosto 2016 è sceso nel campionato di National League a seguito dell'ingaggio da parte del Bromley, squadra dell'omonimo sobborgo londinese in cui Turgott è nato. Qui è andato in rete 12 volte nell'arco di 43 partite di campionato disputate.
Dopo aver frequentato la V9 Academy, il 27 giugno 2017 Turgott si è trasferito allo Stevenage, formazione di League Two che però lo ha visto giocare una sola partita, ovvero la sfida di Football League Cup persa in trasferta contro il Millwall. Già il successivo 8 settembre, infatti, il giocatore è stato girato in prestito al Boreham Wood in National League. Il 21 dicembre 2017 il Boreham Wood ha rilevato Turgott a titolo definitivo. A campionato in corso, precisamente il 9 febbraio 2018, Turgott è passato – inizialmente in prestito – ad un altro club militante in National League, il Maidstone United, che successivamente lo ha ingaggiato a titolo definitivo e che nell'ottobre 2018 lo ha anche nominato capitano. Le 14 reti da lui siglate nel corso della National League 2018-2019 non sono riuscite a evitare la retrocessione degli arancioneri dalla quinta alla sesta serie.
All'età di 25 anni, nel luglio del 2019, Turgott ha iniziato la prima parentesi all'estero della propria carriera con il passaggio all'Östersund a fronte di un contratto triennale. La squadra, militante nel massimo campionato svedese, era inizialmente guidata in panchina dal suo connazionale Ian Burchnall. A livello personale, il giocatore ha chiuso l'Allsvenskan 2019 con una rete in 12 partite all'attivo, mentre nell'edizione dell'anno successivo è stato il miglior marcatore stagionale della squadra con 7 reti in 27 presenze. Si è confermato miglior marcatore stagionale dell'Östersund anche nell'Allsvenskan 2021, competizione in cui Turgott ha totalizzato 10 reti in 24 apparizioni, le quali non sono però servite ai rossoneri per evitare l'ultimo posto in classifica e la retrocessione.
Rimasto svincolato per qualche mese, nel maggio 2022 ha ripreso a giocare nell'Allsvenskan svedese, questa volta con la maglia dell'Häcken. Complice la concorrenza di Jeremejeff, Uddenäs e Sadiq oltre a quella di Bengtsson prima e Sana dopo, Turgott ha giocato titolare solo in 8 delle 23 presenze da lui collezionate nell'Allsvenskan 2022, nella quale ha segnato due reti. A fine anno, l'Häcken è diventato campione di Svezia per la prima volta nella storia. Nel precampionato della stagione 2023, invece, precisamente nel febbraio di quell'anno, Turgott è stato vittima di un infortunio al legamento crociato che lo ha tenuto fuori per il resto della stagione. È tornato in campo nel 2024.
Dopo una prima parte di Allsvenskan 2024 da zero reti in cinque presenze, durante la finestra estiva di mercato Turgott è stato ceduto a titolo definitivo all'Halmstad, altra squadra della massima serie svedese.

### Nazionale
Dopo avere giocato per le selezioni giovanili inglesi, nel 2021 è stato convocato per la prima volta dalla Giamaica con cui ha esordito il 7 giugno in amichevole contro la Serbia (1-1). Pochi giorni più tardi, ha fatto parte dei 23 convocati del CT Theodore Whitmore per la CONCACAF Gold Cup 2021.

## Palmarès

### Club

#### Competizioni nazionali
- Campionato svedese: 1

Häcken: 2022
- Coppa di Svezia: 1

Häcken: 2022-2023